# Direitos LGBT na Abecásia
Os direitos LGBT na Abecásia enfrentam desafios legais não vividos por residentes que não são LGBT. Atividades homossexuais são legais desde 1 de janeiro de 1991

## Lei relativa à atividade sexual entre pessoas do mesmo sexo
Em 1933, o Artigo 121 foi adicionado ao Código Penal, para toda a União Soviética, que proibia expressamente a homossexualidade masculina, com até cinco anos de trabalho duro na prisão. Em 1º de janeiro de 1991, a República Socialista Soviética Autônoma da Abecásia legalizou a relação sexual entre pessoas do mesmo sexo.